# Soga Shōhaku

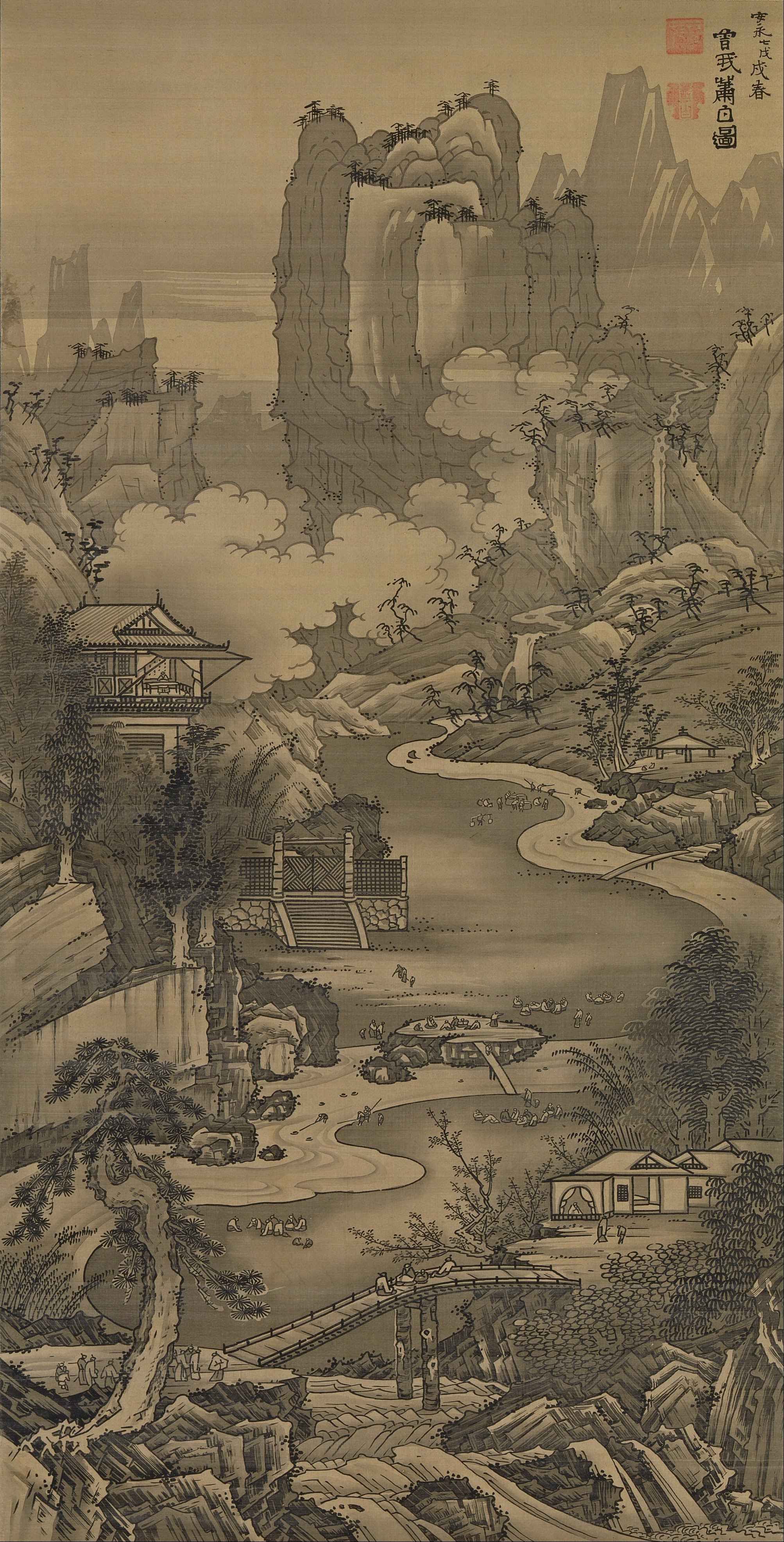
Treffen am Orchideen-Pavillon

Soga Shōhaku (japanisch 曽我 蕭白, weitere Künstlernamen: Hiran (飛鸞), Joki (如鬼), Kishinsai (鬼神斎), Ranzan (鸞山), Dasokken/Jasokuken (蛇足軒); geb. 1730; gest. 30. Januar 1781) war ein japanischer Maler der mittlere  Edo-Zeit.

## Leben und Werk
Soga Shōhaku, eigentlich Miura Sakonjirō (三浦左 近次郎), war vermutlich der Sohn einer Kaufmannsfamilie in Kyōto, die ein Geschäft namens Tamba-ya (丹波屋) oder Tango-ya (丹後屋) betrieb. Er selbst schein in der Provinz Ise geboren zu sein. Er studierte Malerei zunächst unter Takada Keiho (高田敬輔; 1674–1756), einem Schüler von Kanō Einō, kam dann unter den Einfluss der Unkoku-Schule. Seine wirkliche Bewunderung galt jedoch dem Maler Soga Dasoku (曽我蛇足) aus der Muromachi-Zeit und dem Maler Soga Chokuan (曽我直庵) aus der Momoyama-Zeit. Er selbst nannte sich Dasoku 10. und signierte seine Arbeiten mit dem Siegel „Dasokken“.
Als Shōhaku in seinen frühen Dreißiger war, unternahm er verschiedene Reise in die Ise-Gegend. Einige Werke, die er in dieser Zeit schuf, etwa die Bemalungen von Schiebetüren (襖絵, Fusuma-e) im Sairai-ji und im Tennen-ji in der Stadt Tsu, sind verloren gegangen, aber andere, wie die Gemälde im Keishō-ji und Chōden-ji in Matsusaka und die für die Familie Nagashima in Saigū, sind erhalten. Es war die Zeit, als Sōhaku  die volle Höhe seines Schaffens erreicht hatte. – Er nutzte exzentrische Deformationen, starke Farben und starke Helligkeitskontraste. Seine Pinselführung war rau, aber nicht ungeschickt, zeigt auch einen zeitlosen Humor. In seinen späteren Jahren weist sein Werk einen gewissen Formalismus auf, insgesamt zeigen seine Werke nahezu gleichbleibende Qualität. Dann verlor Shōhaku aber, keineswegs gerechtfertigt, die Anerkennung und wurde als Künstler zweiter Klasse betrachtet. – In den letzten Jahren fand Shōhaku in der westlichen Welt, vor allem in Amerika, auf Grund seiner großen Ausdruckskraft und dem gekonnten Einsatz traditioneller Techniken zunehmend Beachtung. 
Zu Shōhakus bekanntesten Werken zählt der zweiteilige Stellschirm, der das exzentrische Mönchspaar Hanshan und Shide darstellt, die Stellschirme „Zusammenkunft der Unsterblichen“ (群仙図, Gunsen-zu) im Privatbesitz und der Stellschirm „Dämonin unter einer Weide“ (柳下鬼女図, Ryūka kijo-zu) im Besitz der Tōkyō Geijutsu Daigaku. Das Boston Museum of Fine Arts besitzt eine ganze Reihe von Sogas Werken, darunter die Schiebetüren, die mit dem Thema „Drachen und Wolken“ (雲龍図, Unryū-zu) bemalt sind.
Soga Shōhaku wurde im Kōshō-ji in Kyōto bestattet.

## Bilder

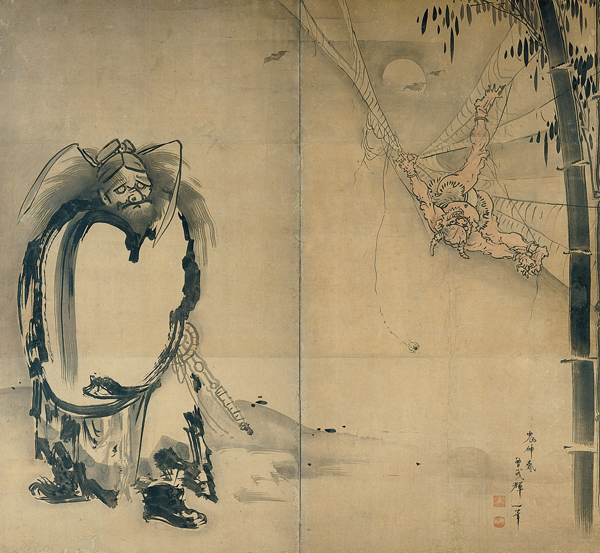
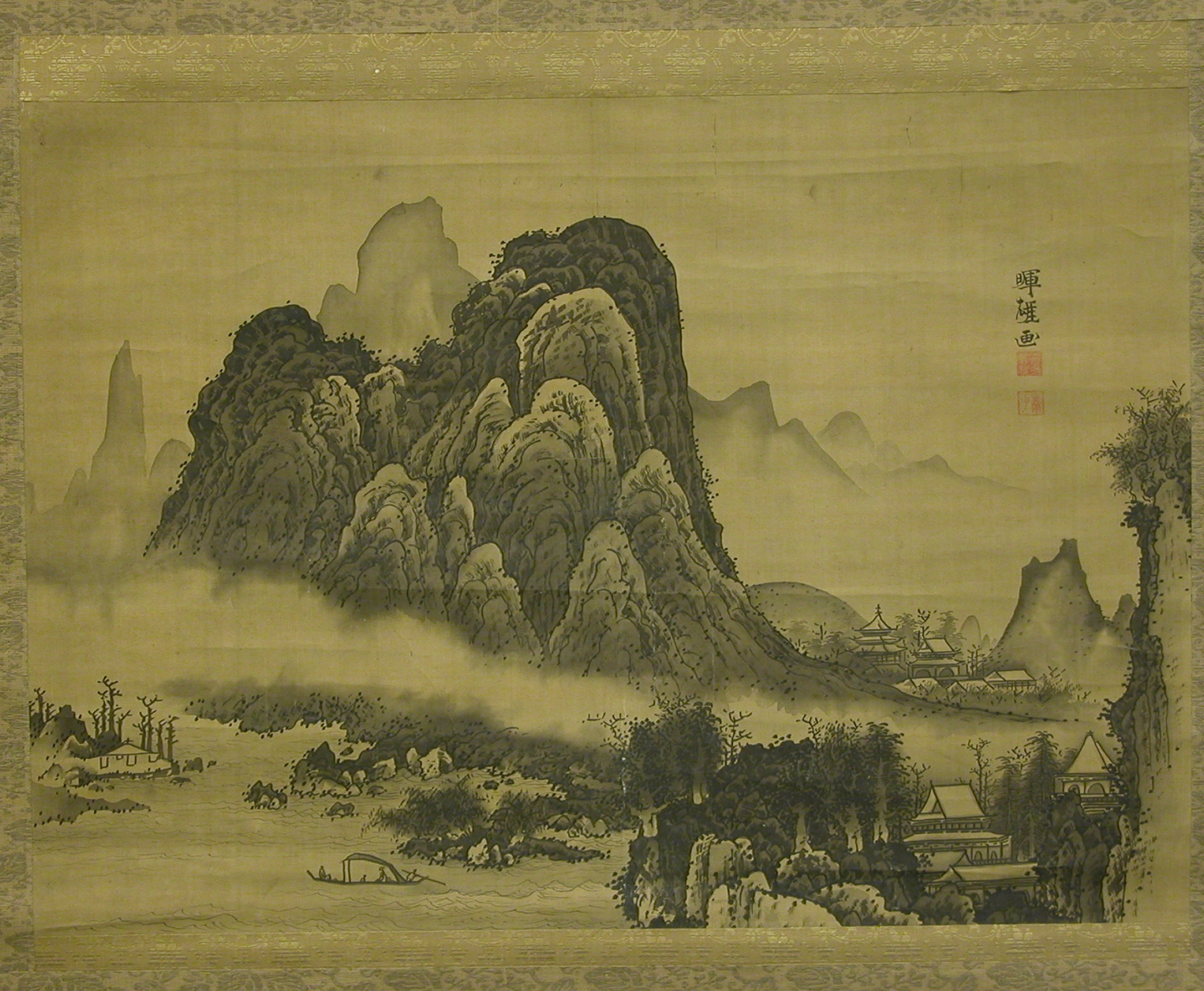
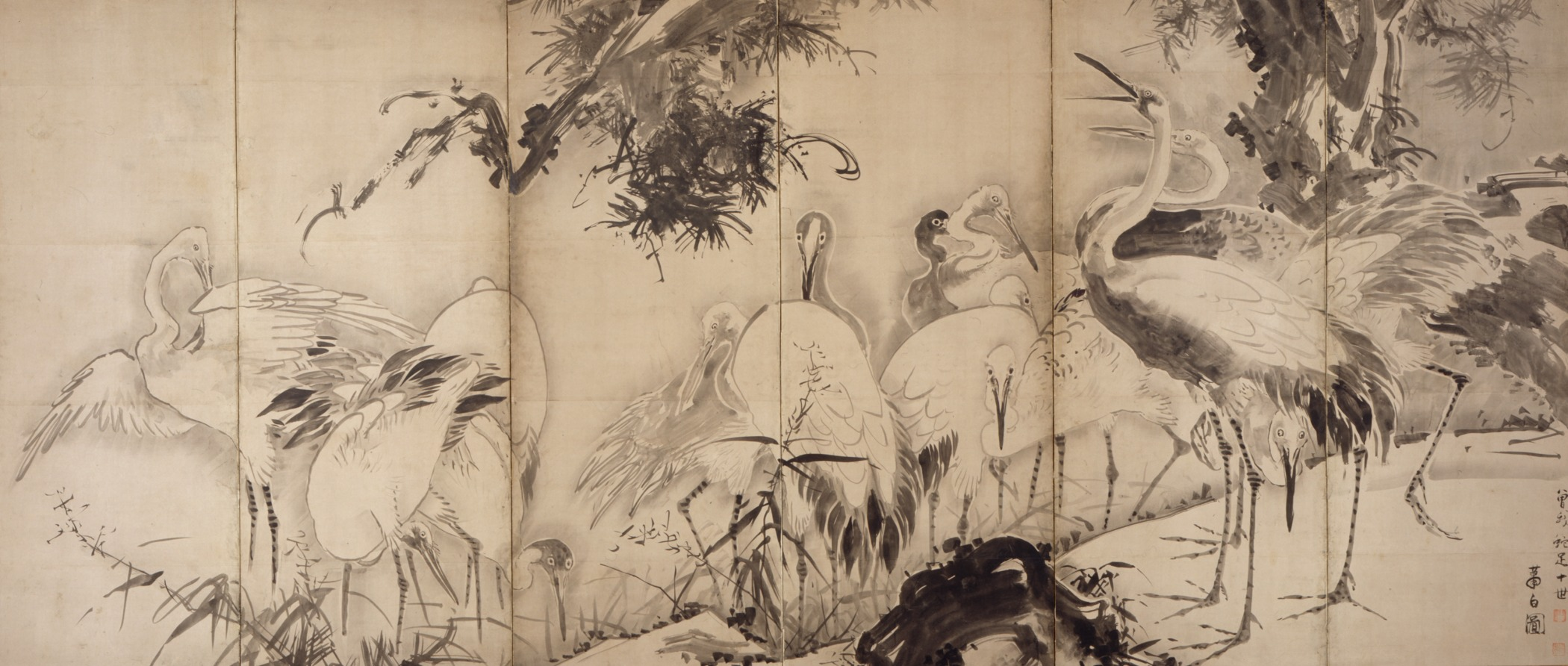
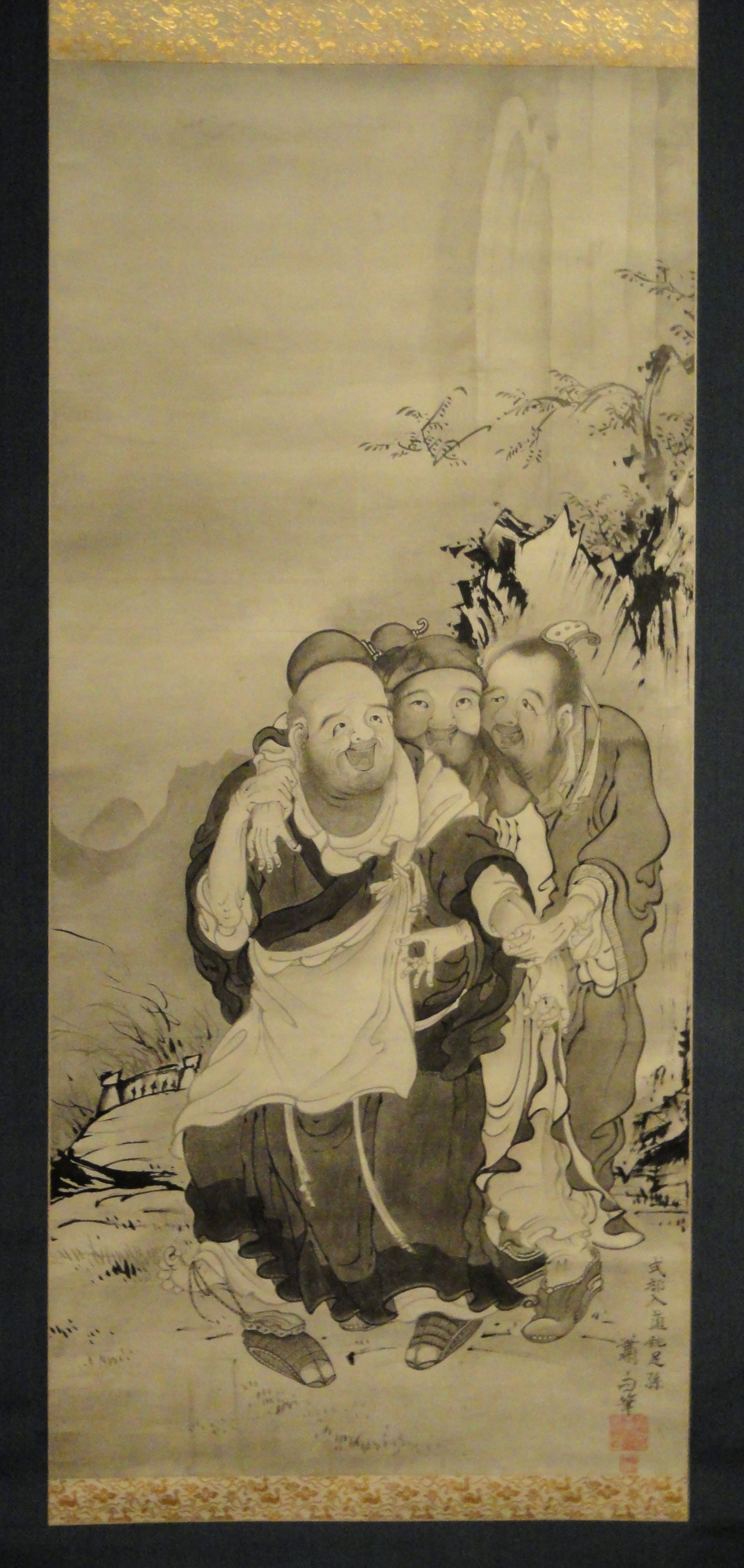
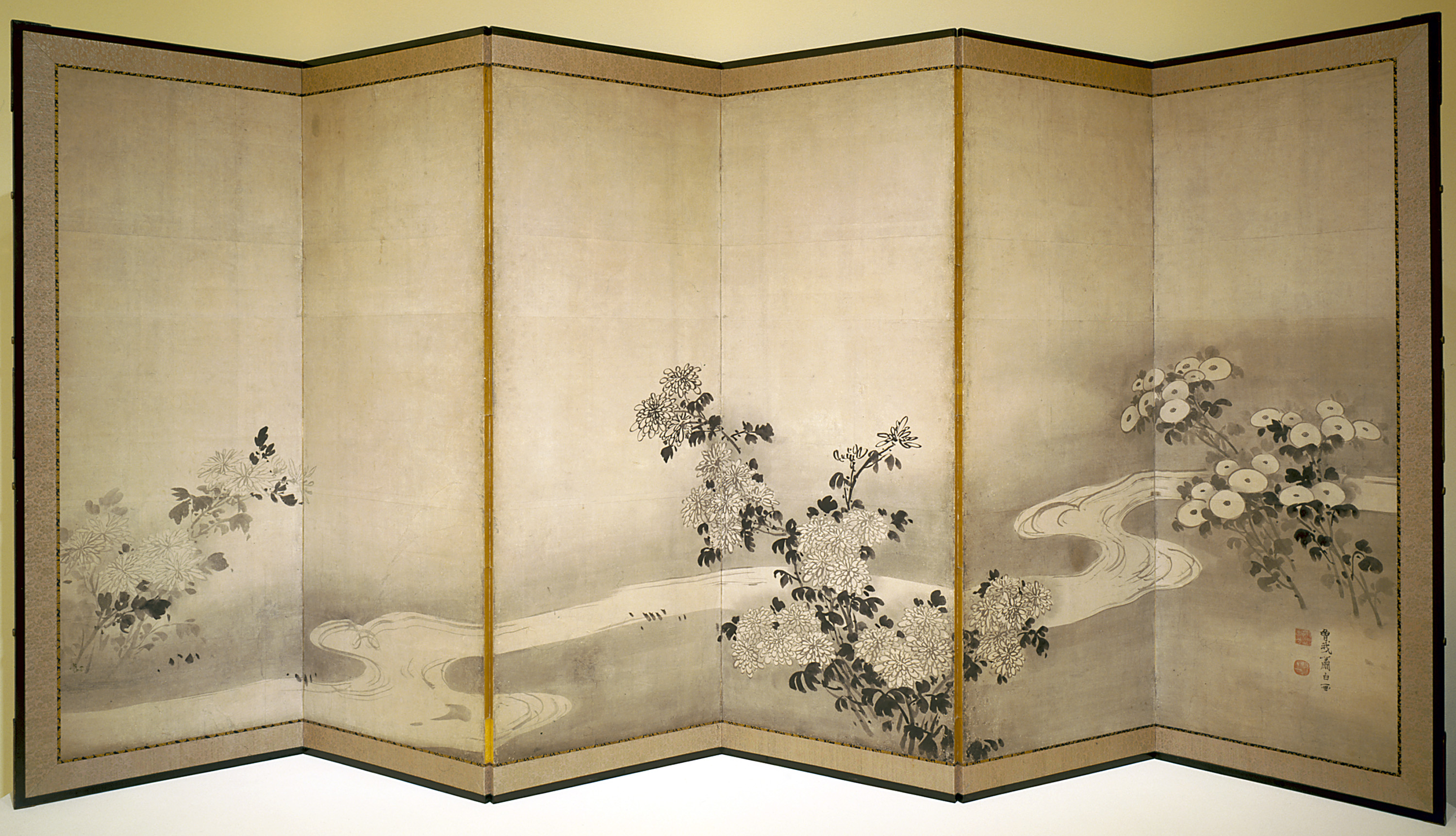
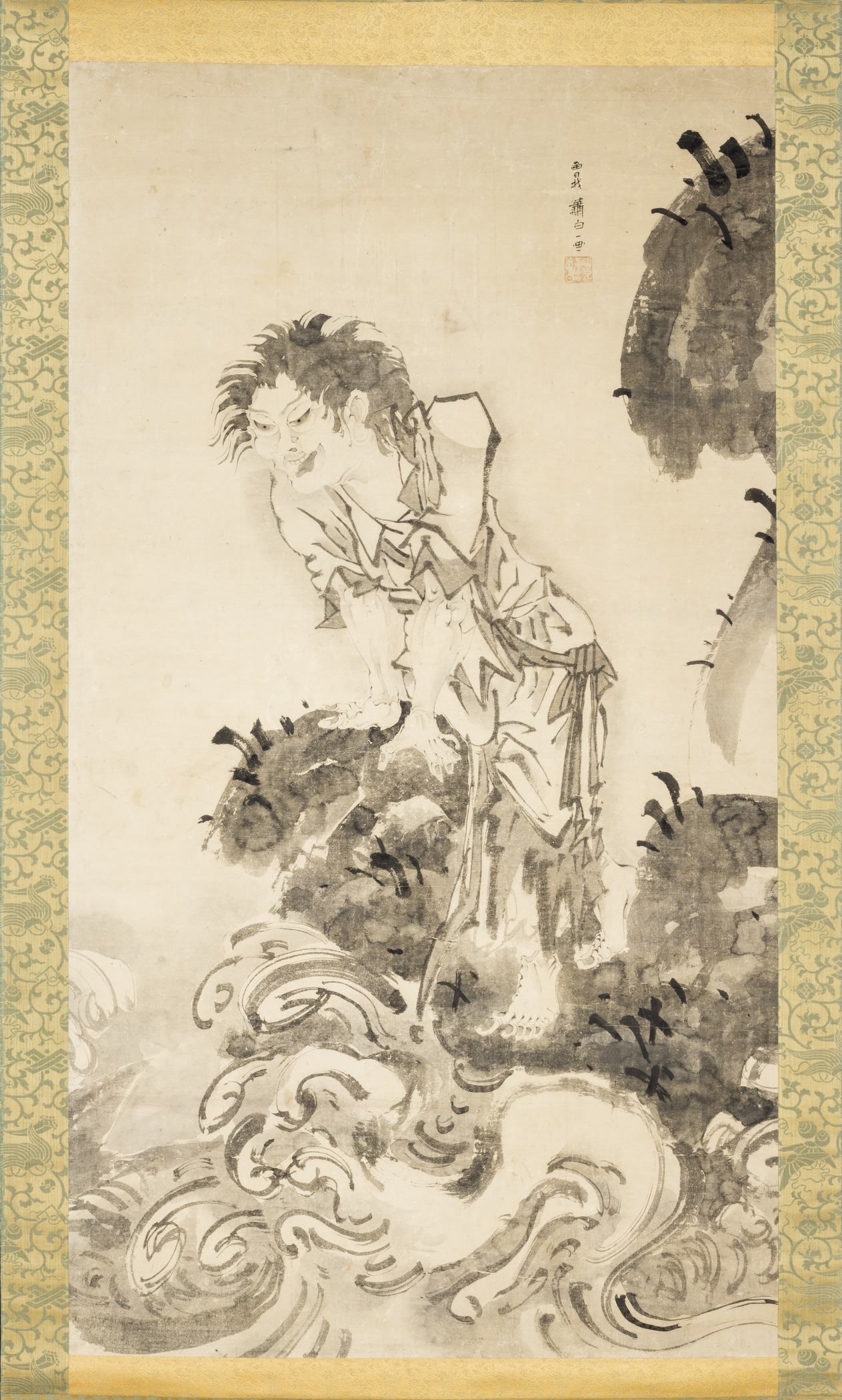

- [A 1]